# Estación de Salou
Salou es una estación ferroviaria clausurada situada en el municipio español homónimo en la provincia de Tarragona, comunidad autónoma de Cataluña.

## Situación ferroviaria
La estación se encuentra en el punto kilométrico 263,6 de la línea férrea de ancho ibérico que une Valencia con San Vicente de Calders a 4,94 metros de altitud.
El tramo, desconectado del resto de la red, es de via única y estaba electrificado, ya que se retiró la catenaria al poco de dejar de circular trenes. 

## Historia
La estación fue inaugurada el 12 de marzo de 1865 con la apertura del tramo Amposta-Tarragona de la línea que pretendía unir Valencia con Tarragona. Las obras corrieron a cargo de la Sociedad de los Ferrocarriles de Almansa a Valencia y Tarragona o AVT que previamente y bajo otros nombres había logrado unir Valencia con Almansa. En 1889, la muerte de José Campo Pérez principal impulsor de AVT abocó la misma a una fusión con Norte.
En 1941, tras la nacionalización del ferrocarril en España la estación pasó a ser gestionada por la recién creada RENFE. 
Desde el 31 de diciembre de 2004 Renfe Operadora explotaba la línea mientras que Adif es la titular de las instalaciones ferroviarias.
La estación no presta ningún servicio desde el 13 de enero de 2020 debido a la puesta en servicio de la nueva variante de Vandellós del Corredor Mediterráneo, dejando fuera de servicio el trazado de vía única, entre el ámbito de La Ametlla de Mar y Vandellós y Hospitalet del Infante por el lado sur y la actual estación de Port Aventura por el lado norte.
En el año 2024, el edificio de viajeros fue desmantelado.

## La estación
Se encontraba en la calle de Carlos Roig. El edificio para viajeros era una estructura de planta baja y base rectangular de corte funcional. Contaba con cuatro vías, la principal (vía 1) y tres derivadas (vías 2, 3 y 4). A las mismas se accedía gracias a un andén lateral y a otro central. Disponía de sala de espera, venta de billetes, aseos y cafetería. En el exterior existe un aparcamiento habilitado.